# MusicXML
A MusicXML (kb. zenei XML) XML-alapú, nyílt kottatárolási formátum. A Recordare fejlesztette ki azzal a céllal, hogy különböző alkalmazások között lehessen kottákat átadni. Több korábbi formátum alapján jött létre, a MusicXML leváltotta a kevéssé elterjedt NIFF formátumot. Lévén alapjában szöveges formátumú, akár kézzel is, egy egyszerű jegyzettömb segítségével elkészíthető, de inkább kottázóprogramokat szoktak használni.
2007-ben a legelterjedtebb kottaszedő program, a Finale és a Sibelius is támogatja, de a nyílt forráskódú Rosegarden és LilyPond is többé-kevésbé tudja kezelni.
Példának az egyvonalas cé hangot szokták mutatni:
```
 <?xml version="1.1" encoding="UTF-8" standalone="no"?>
 <!DOCTYPE score-partwise PUBLIC
     "-//Recordare//DTD MusicXML 1.1 Partwise//EN"
     "
http://www.musicxml.org/dtds/partwise.dtd
">
 <score-partwise>
   <part-list>
     <score-part id="P1">
       <part-name>Music</part-name>
     </score-part>
   </part-list>
   <part id="P1">
     <measure number="1">
       <attributes>
         <divisions>1</divisions>
         <key>
           <fifths>0</fifths>
         </key>
         

           <beats>4</beats>
           <beat-type>4</beat-type>
         

         <clef>
           <sign>G</sign>
           <line>2</line>
         </clef>
       </attributes>
       <note>
         <pitch>
           <step>C</step>
           <octave>4</octave>
         </pitch>
         <duration>4</duration>
         <type>whole</type>
       </note>
     </measure>
   </part>
 </score-partwise>
```

Amely így nézhet ki:

## Lásd még
- Dokumentum jelölő nyelvek listája
- Dokumentum jelölő nyelvek összehasonlítása
- Notation Interchange File Format (NIFF)
- Wikifonia, egy MusicXML tár

## Külső hivatkozások
- MusicXML honlapja
- MusicXML szoftver lista
- MusicXML DTD index
- MusicXML XSD index
- MusicXML Public License
- a MusicXML